# Circuit intégré 7419
Le circuit intégré 7419 fait partie de la série des circuits intégrés 7400 utilisant la technologie TTL.
Ce circuit est composé de six portes logiques indépendantes inverseuses NON avec trigger de Schmitt.